# John Kofi Fynn
John Kofi Fynn est un universitaire et homme politique ghanéen. Il est professeur émérite d’histoire à l’Université du Ghana et vice-ministre d’État dans le gouvernement de Busia. Il est vice-ministre du gouvernement local et de l'administration, puis vice-ministre de l'éducation.

## Biographie

### Jeunesse et formation
John Kofi Fynn nait le 21 septembre 1935 d'Opanyin Kofi Fynn de Fomena près d'Anomabo et d'Abena Abam Tsiboe à Abura-Dunkwa, une ville de la région centrale du Ghana. Il est membre de la famille royale Kona.
Il fait ses études secondaires à l'école Mfantsipim de 1951 à 1956. Il s'inscrit à l'Université du Ghana en 1957 et obtient sa licence en 1961. En 1964, il obtient son doctorat  à la School of Oriental and African Studies,,.

### Carrière et politique
Après avoir terminé ses études de troisième cycle en 1964, il est chargé de cours au département d'histoire de l'Université du Ghana. Il travaille comme professeur d'histoire de 1964 à 1969, tout en travaillant comme professeur d'histoire à temps partiel à l'Institut d'éducation des adultes et à l'Institut d'études africaines de 1965 à 1969. Il est tuteur du Commonwealth Hall (une résidence universitaire de l'Université du Ghana) de 1965 à 1968,.
Il se lance en politique en 1969 et est élu député de la circonscription d'Abura sur la liste du Parti du progrès,. La même année, il est nommé vice-ministre du gouvernement local et de l'administration, occupant ce poste aux côtés du juge Akuamoa Boateng. Il occupe ce poste jusqu'en 1971, date à laquelle il est muté au ministère de l'Éducation. Culture et sports lors du remaniement de janvier 1971. Il sert au ministère jusqu'au 13 janvier 1972, date à laquelle le gouvernement Busia est renversé,.
Il est rappelé au département d'histoire de l'Université du Ghana  en tant que professeur associé à l'Institut d'études africaines. Il devient doyen de la faculté des sciences sociales de 1982 à 1984 et chef du département d'histoire de l'université au cours de la même période. Il devient ensuite chef du département d’histoire de l’Université du Libéria de 1984 à 1986. En décembre 1989, il est promu au rang de professeur titulaire. Il siège à divers conseils et comités universitaires et a été secrétaire du Comité national ghanéen du projet Encyclopédie africaine. Il est examinateur externe d’histoire pour les universités du Ghana et de la sous-région ouest-africaine. Certaines de ces universités comprennent : l'Université de Cape Coast (1987 à 1990), l'Université des sciences et technologies Kwame Nkrumah (1990 à 1992), l'université de Fourah Bay (1984 à 1986). Il est examinateur externe auprès du Conseil des examens d’Afrique de l’Ouest de 1965 à 1969. Il a pris sa retraite en tant que professeur de l'Université du Ghana en 1995, mais il a continué à enseigner l'histoire à l'université sur une base contractuelle.

### Royauté
En 1985, il est intronisé nifahene (chef de Nifa) de la zone traditionnelle d'Abura, dans la région centrale du Ghana, sous le nom de Nana Budukuma IV.

### Vie personnelle et mort
Il était marié à Theodora Fynn avec qui il a sept enfants. Il est décédé le 25 août 2005,.

## Publications
John a écrit des articles dans de nombreuses revues et a également siégé au conseil d’administration d’innombrables revues. La semaine où il a soutenu sa thèse de doctorat intitulée : Asante and Its Neighbours, Circa 1700–1807, il est contacté par la maison d'édition Longman qui souhaite publier le manuscrit sous le même titre,. Ses autres publications comprennent :
- A Junior History of Ghana, Longman (1975)[12];
- History for Senior Secondary Schools (co-écrit par le professeur Addo-Fening ), Evans Brothers Publishing Ltd, Londres (1991)[1].

## Honneurs
John reçoit des distinctions locales et internationales. En 1970, il est nommé citoyen d'honneur de Sioux City en Iowa. En 1982, il remporte le prix du développement du livre au Ghana. Il reçoit une bourse de recherche Fulbright Senior à l'Université du Wisconsin de 1992 à 1993.